# Irazepine
Irazepine (Ro 7-1986/1) là một dẫn xuất của benzodiazepine có chứa nhóm chức isothiocyanate. Nó là một chất đối kháng liên kết với benzodiazepine không cạnh tranh. Irazepine và các loại benzodiazepine kiềm hóa khác, kenazepine, liên kết với các thụ thể của benzodiazepine trong một loại thuốc không cạnh tranh (cộng hóa trị) trong ống nghiệm, và có thể gây ra tác dụng chống co giật kéo dài.